# Tömő utca

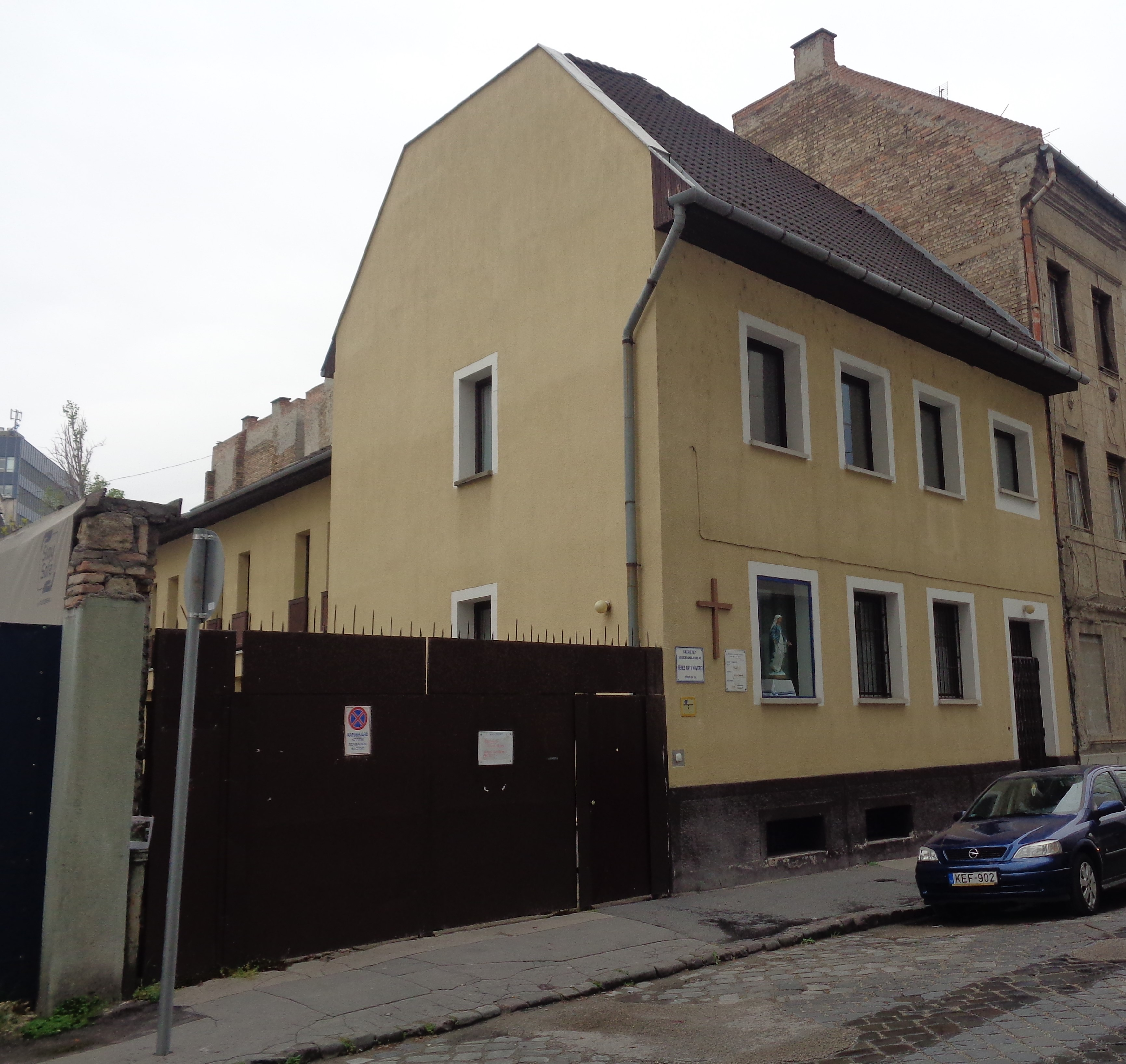
Missionnaires de la Charité

Tömő utca est une rue de Budapest, située dans le quartier de Losonci (8e arrondissement).